# 奥平貞守
奥平 貞守（おくだいら さだもり、慶長19年（1614年） - 貞享元年12月21日（1685年1月25日））は、伊予松山藩家老、奥平藤左衛門家2代当主。
父は奥平貞由。伯母は松平定勝室（二之丸殿）。子は奥平貞虎。通称は長七郎、源兵衛、藤左衛門。

## 生涯
慶長19年（1614年）、遠江掛川で、久松松平家家臣奥平貞由の子として生まれる。寛永12年（1635年）、家中の席次の争いから、備前下津井に退去する。寛永14年（1637年）、従兄の伊予今治藩主松平定房の招きで今治に赴く。寛永18年（1641年）、伯母二之丸殿の仲裁で、伊予松山藩に帰参する。寛永19年（1642年）、江戸詰となり、新知300石を賜り大名分となる。後100石の加増を受け家老となる。明暦元年（1655年）、父の死去により家督と知行1800石を相続する。寛文元年（1662年）、200石の加増を受ける。寛文2年（1663年）、藩主松平定長の家督相続御礼言上の際に、江戸城で将軍徳川家綱に拝謁する。寛文5年（1665年）、300石の加増を受ける。寛文8年（1668年）、200石の加増を受け知行2500石となる。延宝7年（1679年）、堺の商人西九郎兵衛より大名物北野茄子茶入を購入して、藩主松平定直に献上する。貞享元年（1685年）、家老職を辞職し隠居、家督を嫡男貞虎に譲る。
貞享元年（1685年）12月21日死去。享年72。